# Corrent Costaner d'Alaska

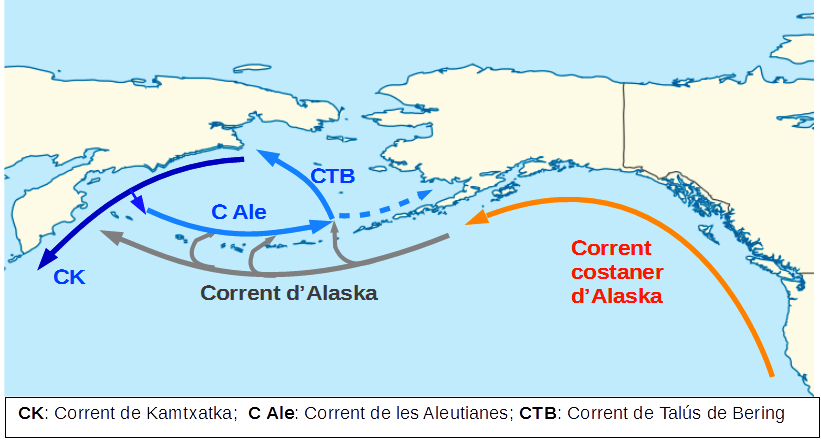
Sistema de corrents relacionats, entre els quals el Corrent Costaner d'Alaska CCA, Corrent d'Alaska CA i el contracorrent de les Aleutianes (C Ale). El color de les fletxes indica la classificació segons la temperatura mitjana de l'aigua que flueix. CCA: Càlid; CA: Càlid refredant-se; CAle: Freda; CTB: Freda; CK: Molt freda.

Corrent Costaner d'Alaska en vermell

El Corrent (Costaner) d'Alaska és un corrent d'aigua tèbia que flueix de sud a oest al llarg de la costa de la Colúmbia Britànica i del Panhandle d'Alaska. El corrent és resultat de la ramificació vers el nord d'una part del Corrent del Pacífic Nord quan aquest es veu obstaculitzat per la costa occidental de Nord-amèrica. El Corrent Costaner d'Alaska canvia de nom en travessar l'Illa Kodiak i flueix cap a l'oest endinsant-se en l'oceà amb el nom de Corrent d'Alaska o Derivació d'Alaska. El Corrent Costaner d'Alaska produeix grans remolins en el sentit de les agulles del rellotge a dos llocs: a l'oest de les Illes Haida Gwaii (remolins Haida) i de l'oest de Sitka, Alaska (remolí de Sitka).
Es caracteritza per una temperatura de l'aigua superior a 4 °C i una salinitat a la superfície de menys de 32,6 ppm.